# علي دورقي
علي دورقي (بالفارسية: علی دورقی) هو لاعب كرة سلة محترف ومواليد 20 سبتمبر 1984في الأحواز جنوب غرب إيران وهو يلعب الآن في فريق بتروشيمي في الدوري الإيراني الممتاز لكرة السلة. هو أيضا عضو في الفريق الوطني الإيراني لكرة السلة وفاز ببطولة أمم آسيا لكرة السلة 2007 وكان مشاركا في كرة السلة في الألعاب الأولمبية الصيفية 2008.

## الفريق الوطني
- بطولة أمم آسيا لكرة السلة
  - Gold medal: 2007, 2009
- كرة السلة في الألعاب الآسيوية
  - Bronze medal: كرة السلة في دورة الألعاب الآسيوية 2010  [لغات أخرى]‏
- Asian Under-20 Championship
  - Gold medal: 2004

## روابط خارجية
- علي دورقي على موقع الاتحاد الدولي لكرة السلة (الإنجليزية)
- علي دورقي على موقع كرة السلة الأوروبية.كوم (الإنجليزية)
- علي دورقي على موقع ريلجم (الإنجليزية)
- علي دورقي على موقع بروبوليرز (الإنجليزية)
- علي دورقي على موقع سبورتس رفرنس (الإنجليزية)
- علي دورقي على موقع أوليمبيديا (الإنجليزية)